# The Simpsons Arcade Game

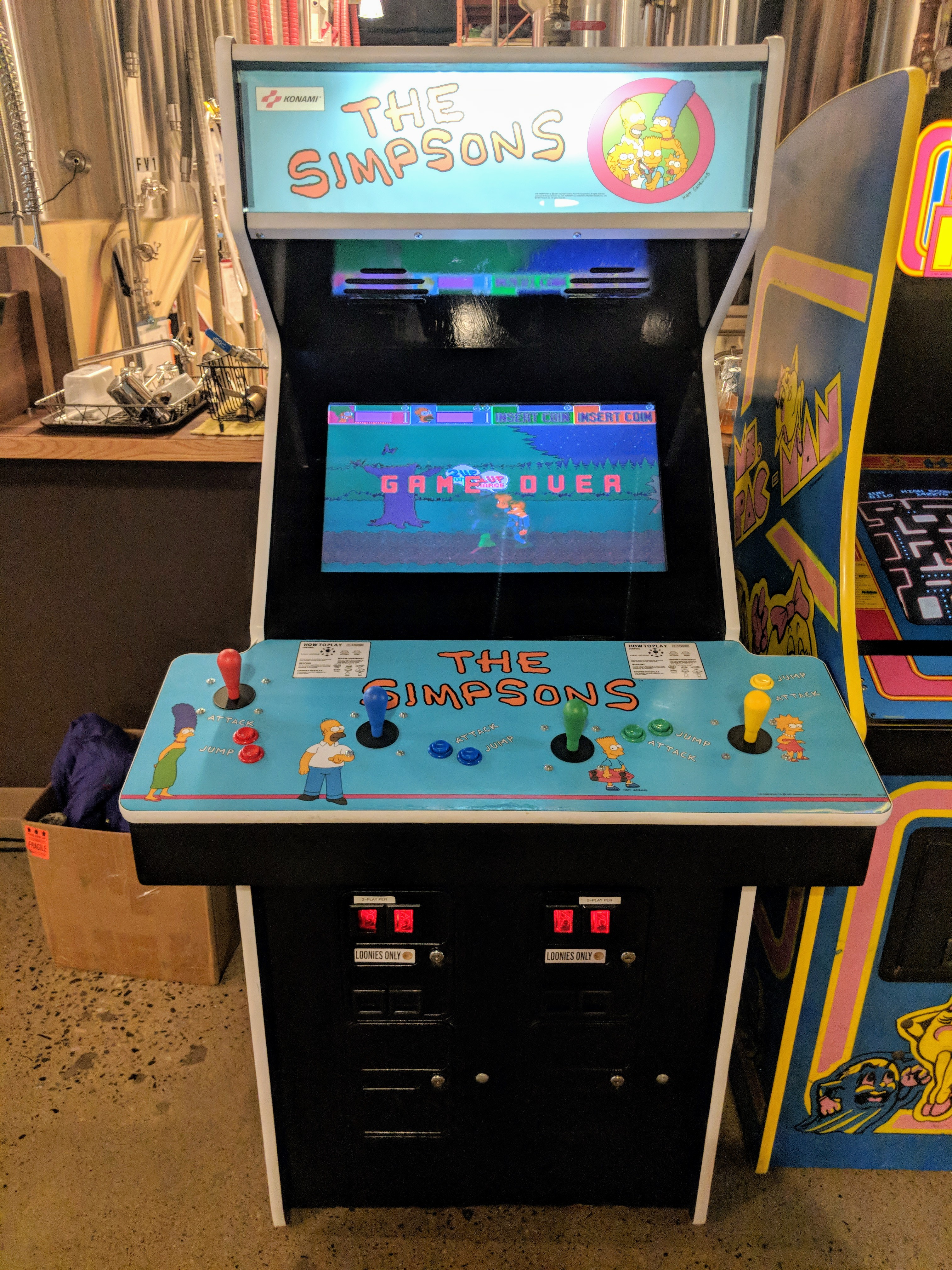
The Simpsons Arcade Game em uma cervejaria em Calgary, Alberta, Canadá. Foto tirada em novembro de 2019

The Simpsons é um jogo eletrônico feito pela Konami para Arcade, mais tarde, em 2012 foi adaptado para Xbox 360 e para Play Station 3 e remasterizado pela EA para iOS em 2009 (três anos antes da adaptação no Xbox 360 e PlayStation 3).

## Enredo
Enquanto Waylon Smithers (assistente pessoal do Sr. Burns) fugia de uma joaleria com um diamante, mas depois esbarra em Homer Simpson, fazendo o diamante cair na boca de Maggie Simpson.Depois disso, Smithers foge com Maggie, o que faz com que os outros membros da família Simpson vão atrás dela, desde o centro da cidade até a Usina Nuclear de Springfield

## Relançamento
O game foi relançado pela Konami em 2012 para o Xbox Live Arcade e para o Play Station Network e remasterizado pela EA para iOS em 2009.